# Multiverso inflacionario
Multiverso de Nivel II, según la clasificación de Max Tegmark, basado en la Teoría de la Inflación cósmica. Considera que dicha inflación está ocurriendo permanentemente, generando nuevas burbujas inflacionarias. Este proceso da origen a innumerables universos, aunque no todos tienen porque tener las mismas leyes físicas que el nuestro. El término fue propuesto por Brian R. Greene. Nuestro universo sería uno más de esos Universos burbuja. Si bien el científico ideó esta teoría, también hablo de un gigaverso, este, sería mucho más grande que el multiverso, y, tal cual el multiverso, el gigaverso tendría una especie de portal en el cual al entran en ellos, estarias entrando al multiverso.
En la teoría de la inflación eterna caótica, una variante de la teoría de inflación cósmica, el multiverso en conjunto se estira y continuará haciéndolo para siempre; sin embargo, algunas regiones del espacio dejan de dilatarse, formándose burbujas diferenciadas, semejantes a las bolsas de gas que se forman en un pan que se está cociendo. Tales burbujas son universos embrionarios de tamaño infinito llenos de materia depositada por la energía del campo que provocó la inflación; Linde y Vanchurin han calculado que el número total de éstas puede ser de 10(1010.000.000).
La distancia que nos separa de la burbuja más cercana es «infinita», en el sentido de que no se puede llegar a ella ni aun viajando a la velocidad de la luz. El espacio existente entre nuestra burbuja y las burbujas circundantes se expande más deprisa de lo que se puede viajar a través él. Sin embargo, se ha propuesto que universos adyacentes al nuestro podrían dejar una huella observable en la radiación de fondo de microondas, lo cual abriría la posibilidad de probar experimentalmente esta teoría.
A diferencia del multiverso de Nivel I, las distintas burbujas (universos) del multiverso de Nivel II varían no sólo en sus condiciones iniciales sino en aspectos tan relevantes como las dimensiones del espaciotiempo, las cualidades de las partículas elementales y los valores que toman las constantes físicas. Las diversas burbujas pueden experimentar diferentes rupturas espontáneas de la simetría, lo que se traduce en universos de propiedades dispares. Esta es la razón por la cual, a los Multiversos de Nivel II se les podría llamar también Metaversos.